# زنبور درودگر بنفشه
زنبور درودگر بنفشه (نام علمی: Xylocopa violacea) نام یک گونه از سرده زنبور درودگر است. مانند بیشتر اعضای سرده زنبور درودگر، لانه‌های خود را در چوب مرده می‌سازد. این گونه تهاجمی نیست و فقط در صورت اجبار حمله خواهد کرد. 

## نگارخانه

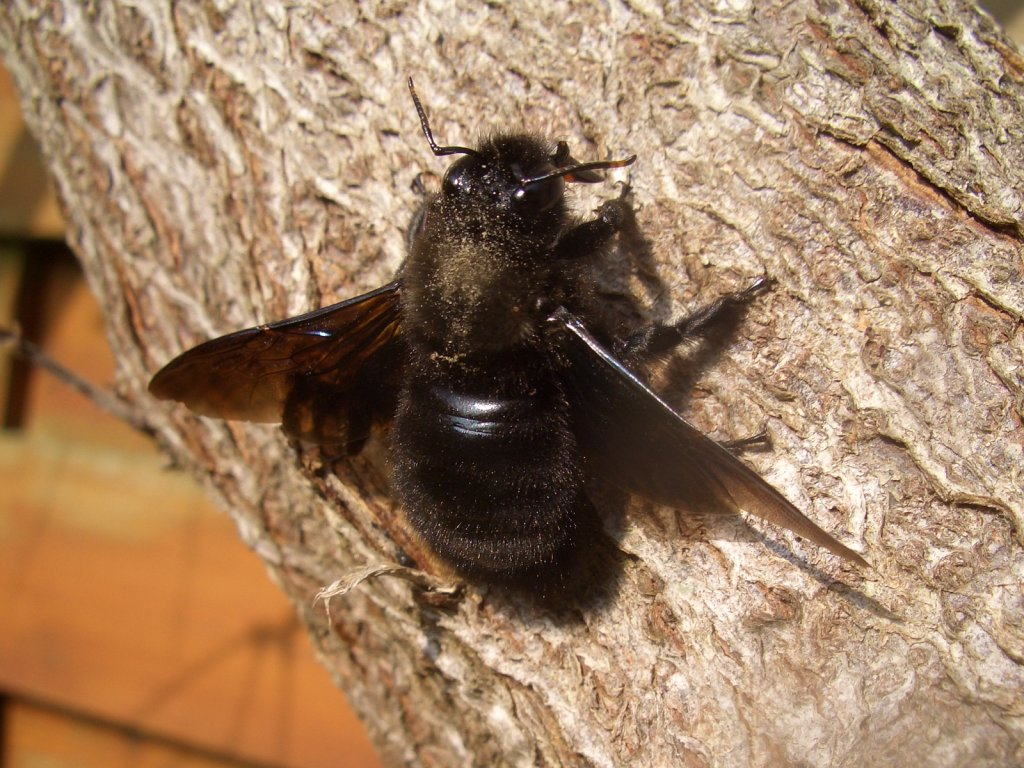
زنبور درودگر بنفشه نر
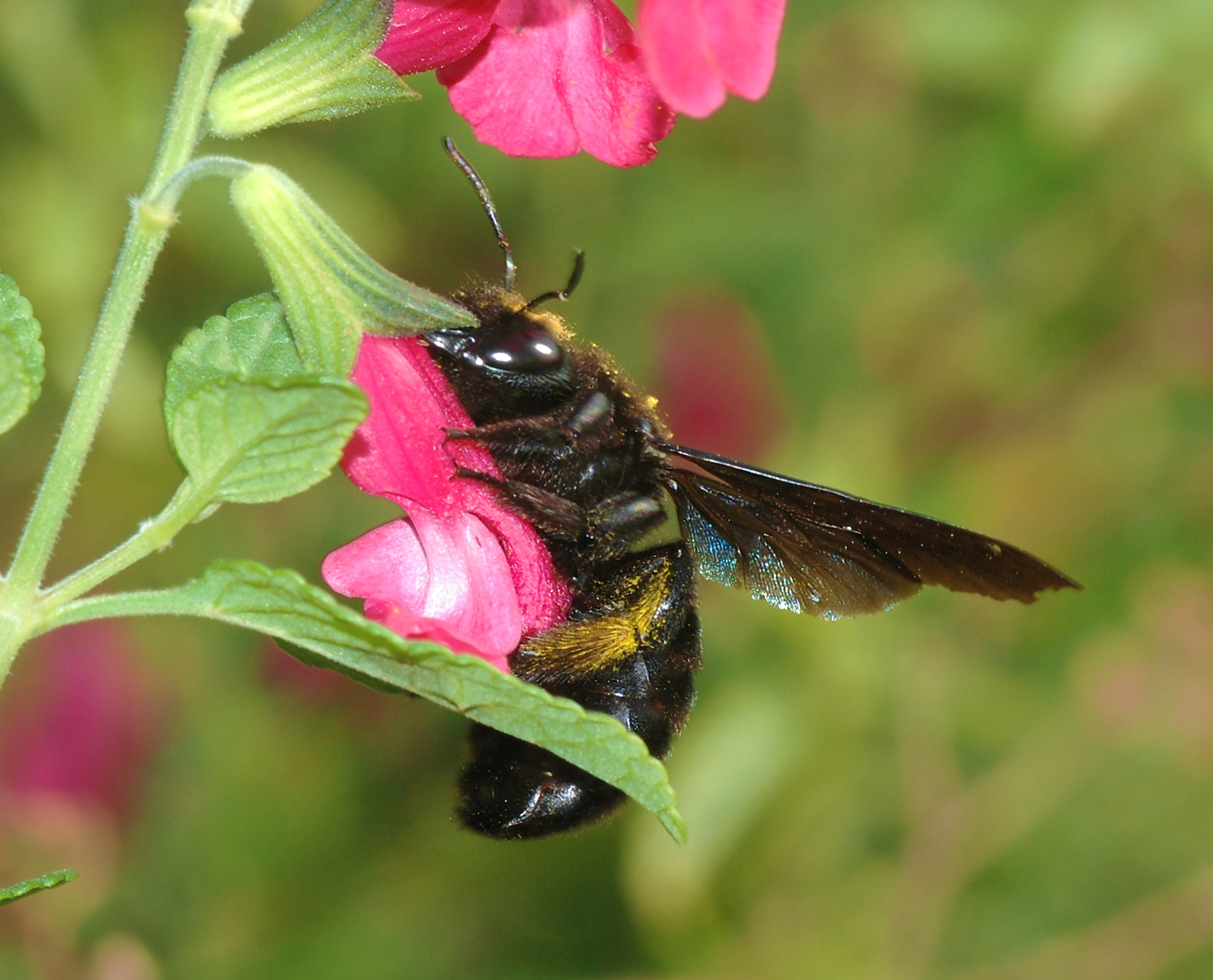
زنبور درودگر بنفشه ماده
ذخیره‌گاه حفاظت‌شده صحرای دبی، امارات متحده عربی
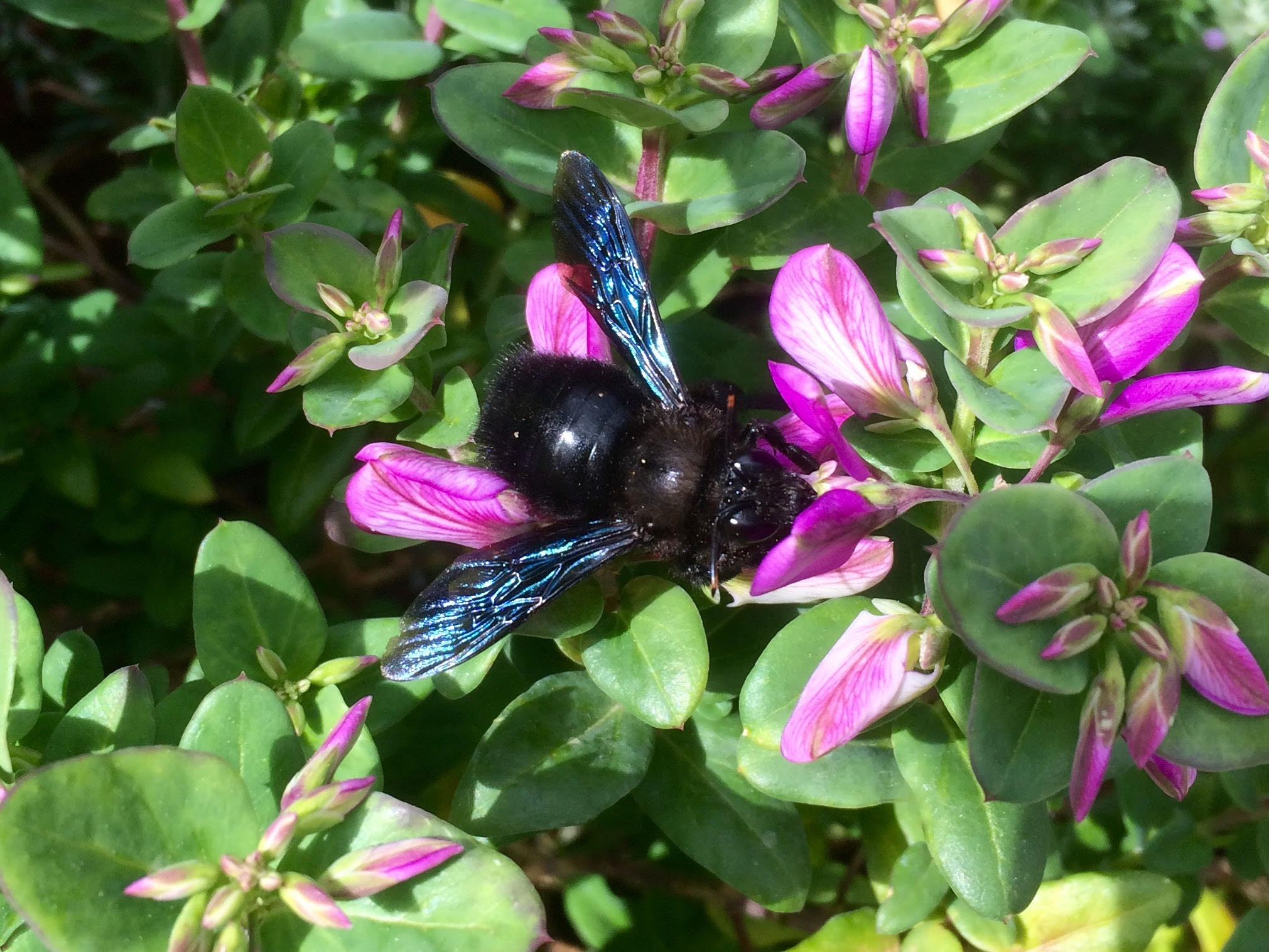
در بارسلون
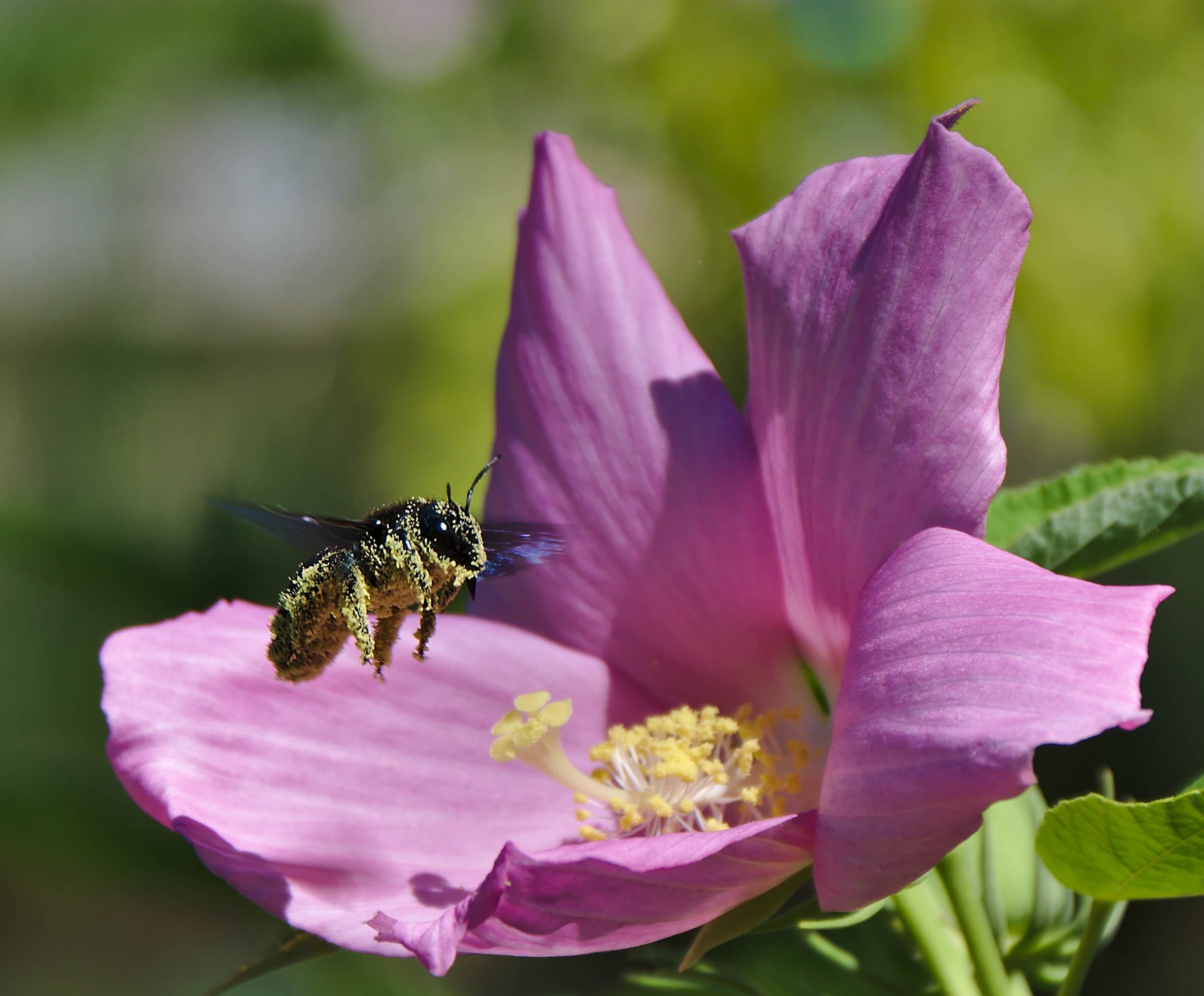
در باغ مارتل‌ها، فرانسه
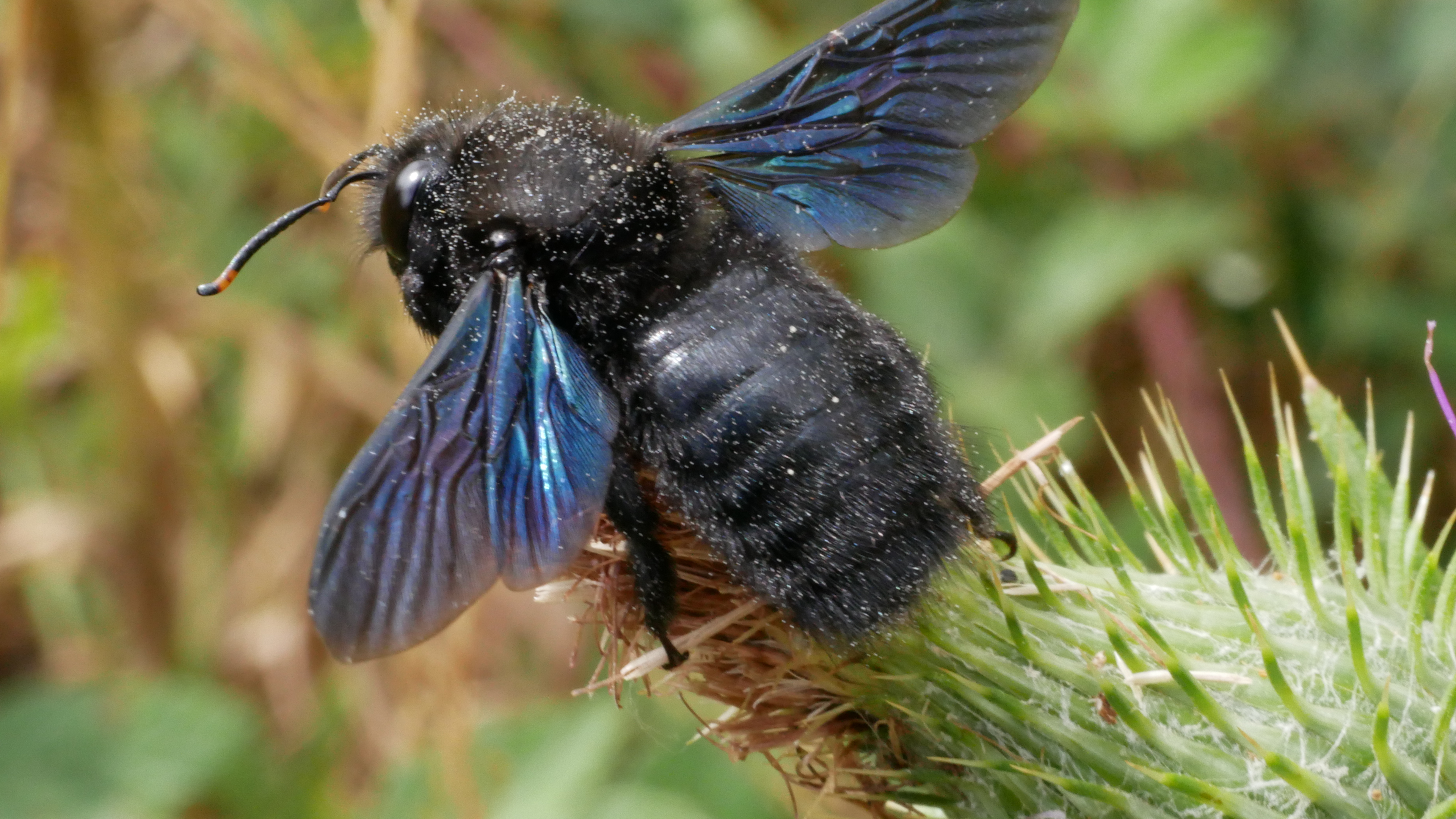
بر روی یک گل خار وحشی در پارک ملی سه‌ون، فرانسه
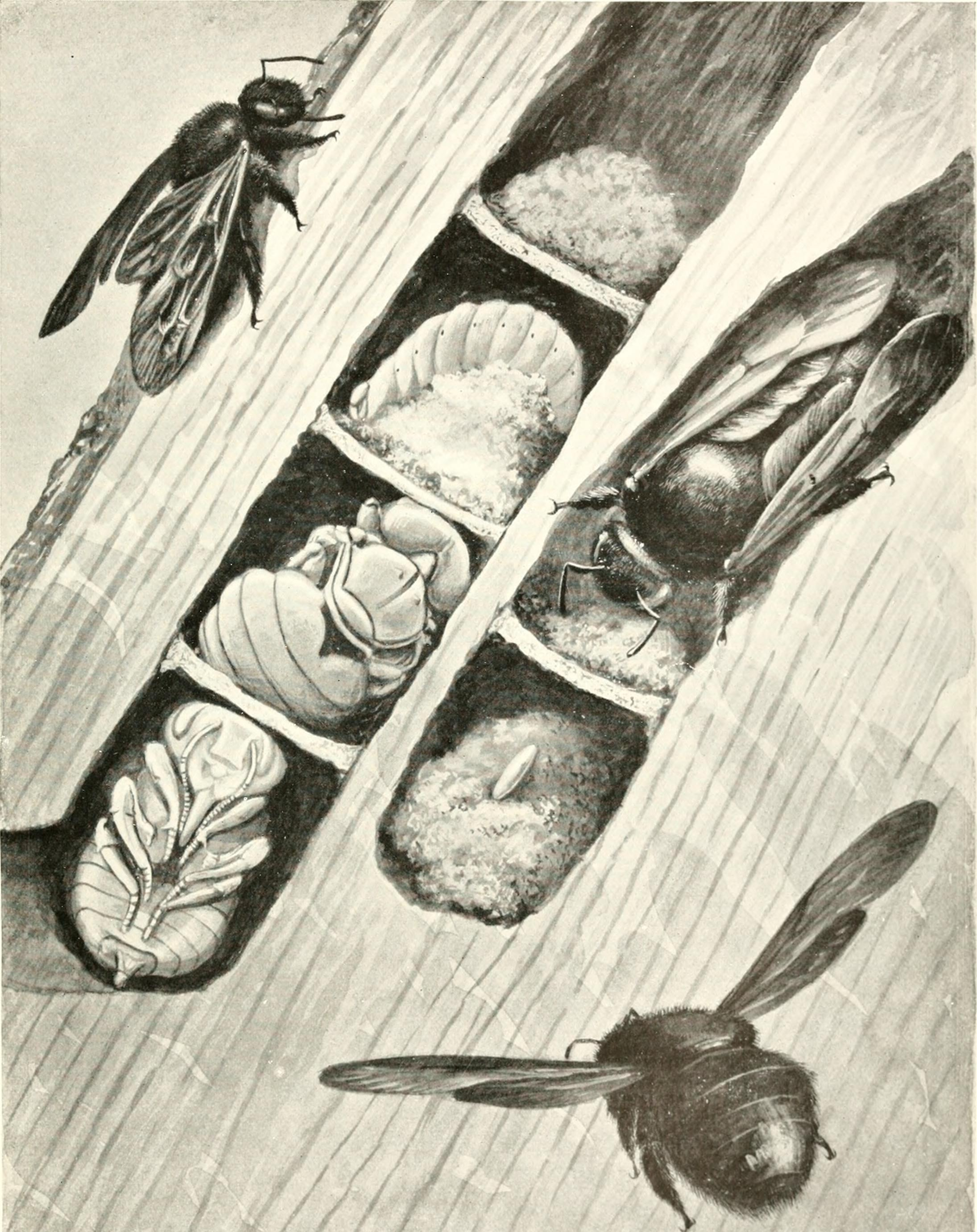
سطح مقطع اتاق‌های نوزادان
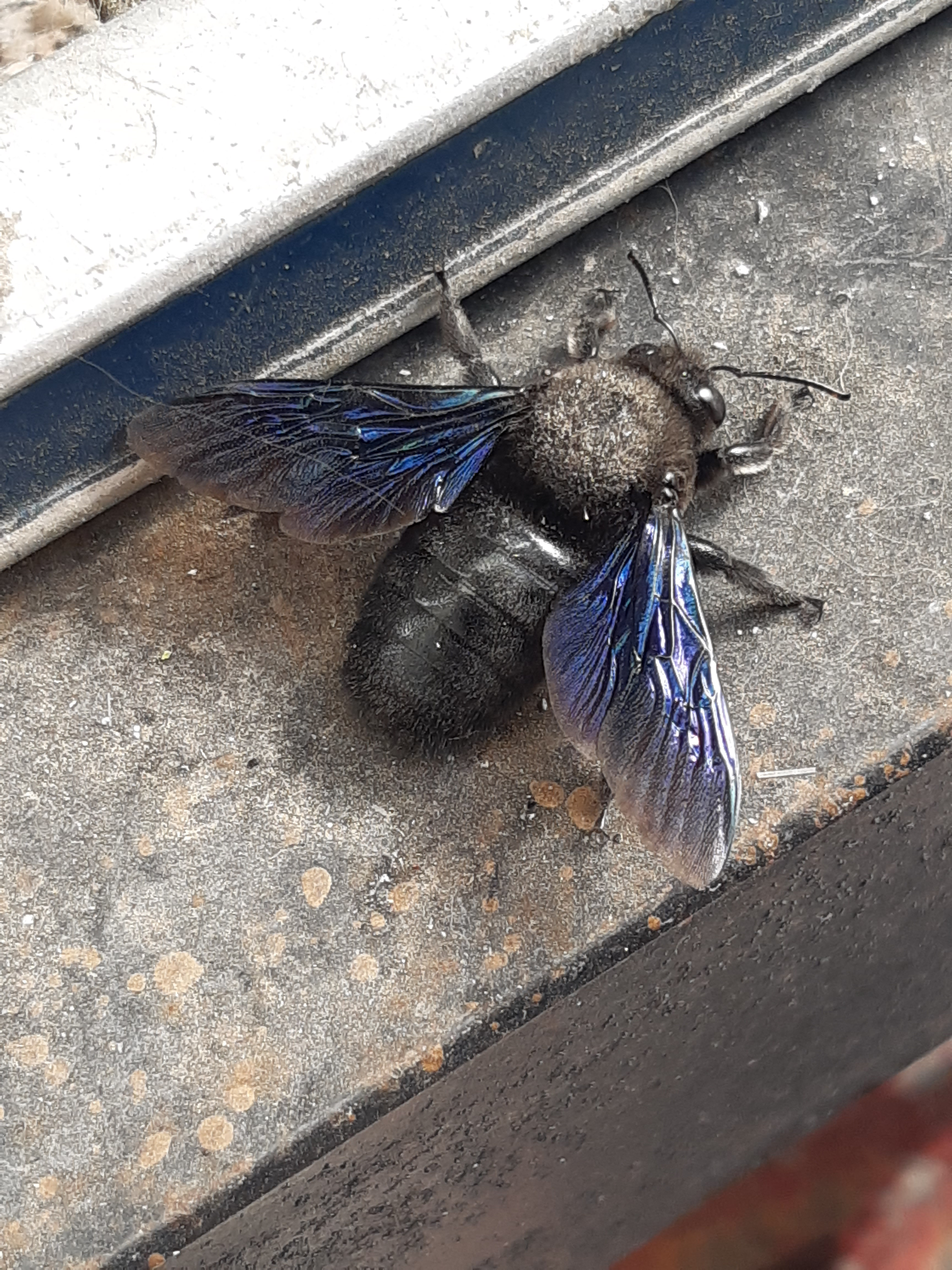
زنبور ملکه درودگر در ایران